# ريكو لوف
ريكو لوف (بالإنجليزية: Rico Love) هو منتج أسطوانات ومغن مؤلف أمريكي، ولد في 3 ديسمبر 1982 في نيو أورلينز في الولايات المتحدة.

## وصلات خارجية
- الموقع الرسمي
- ريكو لوف على موقع IMDb (الإنجليزية)
- ريكو لوف على موقع ميوزك برينز (الإنجليزية)
- ريكو لوف على موقع ديسكوغز (الإنجليزية)
- ريكو لوف على موقع قاعدة بيانات الفيلم (الإنجليزية)